# Morris Cohen
Pour les articles homonymes, voir Cohen.
Morris Cohen, alias Peter Kroger, né le 2 juillet 1910 à New York et mort le 23 juin 1995 à Moscou, est un citoyen américain qui a été recruté par les services secrets soviétiques en 1938.

## Biographie

### Jeunesse
Morris Cohen naît à New York dans le Bronx, au sein d'une famille d'origine juive, ayant quitté la Russie impériale au moment des pogroms de la fin du XIXe siècle. Son père Heinrich est un petit épicier originaire de Kiev, et sa mère vient de Vilnius. Athlète spécialisé dans le football américain, Morris Cohen poursuit ses études grâce à une bourse sportive à l'université Columbia. Il était de gauche et, afin de payer ses études, donne aussi des leçons d'histoire à de jeunes élèves, au sein d'établissements secondaires.
Il s'engage en 1937 dans le bataillon Mackenzie-Papineau qui rejoint les Brigades internationales pendant la guerre d'Espagne. Il combat sous le nom d'Israel Altman aux côtés d'Amadeo Sabattini, son ami et ardent communiste. Blessé, il est hospitalisé à Barcelone. En novembre 1938, il retourne aux États-Unis et devient espion pour les services secrets soviétiques de l'époque (NKVD).

### Mariage
Morris Cohen épouse en 1941 Leontine Cohen, dite Lona, dont il avait fait connaissance à un meeting anti-fasciste à New York. C'est une catholique d'origine polonaise, inscrite au parti communiste américain, qui sert de courrier à l'espion physicien Theodore Hall dans le cadre du projet Manhattan qui développe la bombe atomique aux États-Unis. Aujourd'hui, les historiens estiment que le réseau d'espions autour de ce projet était bien plus dommageable aux États-Unis, que ne le furent les époux Rosenberg.
Morris Cohen est enrôlé dans l'armée au milieu de l'année 1942 et sert en Europe. Il est démobilisé en novembre 1945 et met temporairement fin à ses activités d'espionnage pour l'URSS. Les contacts reprennent en 1948, les époux Cohen sont supposés avoir travaillé pour Rudolf Abel jusqu'en 1950 et ils auraient fait un séjour secret, via Mexico, de formation aux techniques d'espionnage à Moscou cette année-là.
Ils réapparaissent en 1954 à Londres sous les fausses identités de Peter et Helen Kroger, sujets néo-zélandais ayant ouvert un magasin d'antiquités et de livres rares spécialisés dans le sadomasochisme, au 45 Cranley Drive à Ruislip. Leur maison est truffée d'appareils d'espionnage, de matériel photographique sophistiqué, antenne, radio-émetteur, radio à ondes courtes, etc. Morris Cohen devient résident pour la Grande-Bretagne, c'est-à-dire chef de l'antenne clandestine du KGB dans ce pays. Il collabore avec Konon Molody alias l'homme d'affaires Gordon Lonsdale (nom de code « Ben »). Ils centralisent les documents envoyés par les différents agents illégaux et les envoient par différents truchements au KGB de Moscou.

### Arrestation
Les époux Cohen sont arrêtés le 7 janvier 1961, à leur domicile, alors qu'Harry Houghton, sa maîtresse Ethel Gee et leur contact Molody-Lonsdale viennent d'être appréhendés par la Special Branch à la gare de Waterloo.

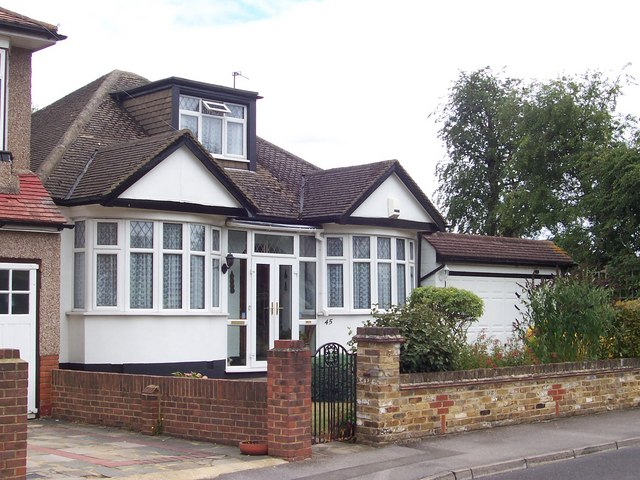
Cohen house à Ruislip (où furent trouvés de nombreux émetteurs-récepteurs)

Le MI5 avait été mis sur leur piste par l'agent double polonais Michal Goleniewski, dit « Sniper ». Les spécialistes britanniques du contre-espionnage  mettent plusieurs jours à découvrir tout l'appareillage et les caches de leur maison et de leur boutique. Ils font tous partie du réseau de l'île de Portland qui espionnait la base sous-marine atomique britannique. Ils sont condamnés en mars 1961 à vingt ans de prison et sont relâchés au bout de huit ans.

### Échanges de prisonniers
L’Union soviétique admet en 1967 que Morris et Leontine Cohen espionnaient pour son compte. La Grande-Bretagne décide donc de les échanger en 1969 contre Gerald Brooke, sujet britannique emprisonné en URSS. Le gouvernement du premier ministre Harold Wilson est fortement critiqué par l'opposition et la presse pour cet échange, moyen pourtant utilisé à plusieurs reprises.

### Moscou
Les Cohen sont installés à Moscou puis à Lublin. Ils reçoivent logements et voitures. Morris Cohen continue d'entraîner et d'instruire de jeunes recrues pour les services de renseignement et d'espionnage soviétiques. Il aurait vu George Blake qu'il connaissait déjà mais les autorités lui ont signifié qu'ils ne devaient plus se revoir. Blake était proche de Kim Philby. Morris Cohen meurt dans un hôpital de Moscou, le 23 juin 1995. Il est enterré au cimetière de Kountsevo.

## Postérité
Morris Cohen et Leontine Cohen ont reçu l'ordre du Drapeau rouge et l'ordre de l'Amitié des peuples. Des timbres russes à leur effigie ont été émis le 21 août 1999.

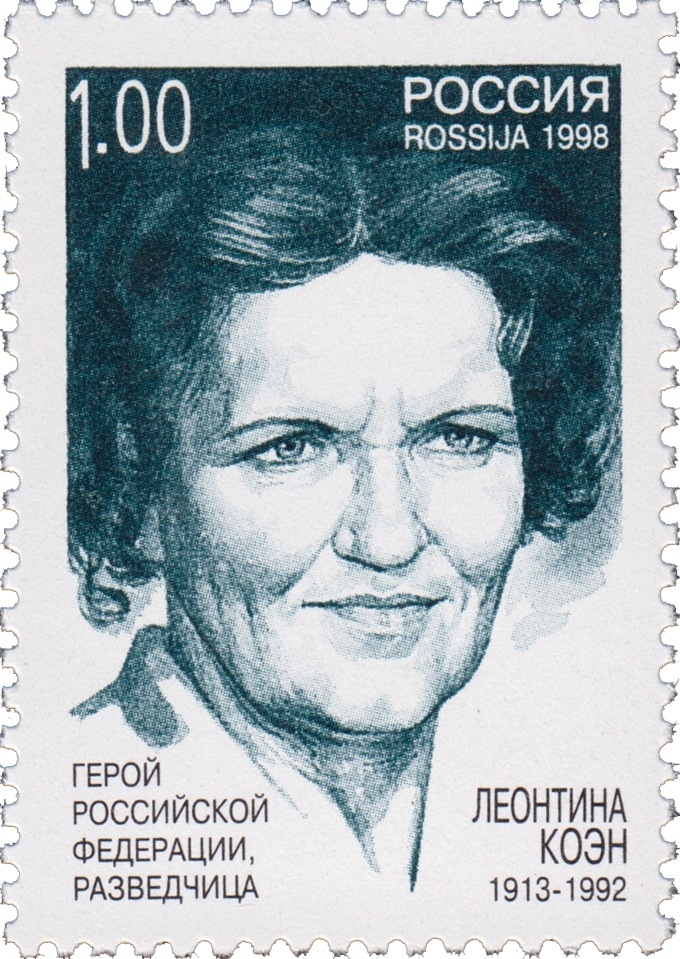
Lona Cohen

Mais auparavant, ils avaient reçu à titre posthume  le titre de héros de la fédération de Russie par le président Eltsine, sur demande particulière de Ievgueni Primakov.
Cette distinction rarissime, que même l'espion Kim Philby, surnommé « l'espion du siècle », n'a jamais obtenue, a fait sursauter les spécialistes. En effet, les renseignements qu'a pu transmettre Morris Cohen sur la bombe atomique ou les sous-marins de la Royal Navy ne valaient pas l'attribution d'une telle médaille, dont le texte de la citation est toujours resté secret.
Dans un entretien avec un journaliste peu avant sa mort, Morris Cohen a estimé qu'il faudrait « attendre un siècle » pour que son action soit enfin comprise.
Les Cohen ont fait l'objet de films pour la télévision britannique et de pièces de théâtre.

## Sources
- (en) Cet article est partiellement ou en totalité issu de l’article de Wikipédia en anglais intitulé « Morris Cohen (Soviet spy) » (voir la liste des auteurs).